# ラーディカー・アープテー
ラーディカー・アープテー（Radhika Apte、1985年9月7日 - ）は、インドの女優。舞台女優として活動した後、2005年に『Vaah! Life Ho Toh Aisi!』で映画デビューし、これ以降ヒンディー語映画、タミル語映画、テルグ語映画、マラヤーラム語映画、ベンガル語映画、マラーティー語映画などに出演している。2009年に『Antaheen』で初主演を務め、2015年に出演した『復讐の町』『Hunterrr』『マンジー山の男』で批評家から演技を絶賛され、2016年に出演した『Phobia』『Parched』でさらに評価を得た。

## 生い立ち
タミル・ナードゥ州ヴェールール出身。両親はクリスチャン・メディカル・カレッジ&ホスピタルで働く医師であり、父チャルダット・アープテーがマハーラーシュトラ州プネーのサヤドリ病院院長に就任したことに伴い同地に移住した。アープテー家はヒンドゥー教を信奉するマラーターであり、ラーディカーはファーガソン大学で経済学と数理学を専攻した。また8年間ロヒニ・バーテから古典舞踊カタックを学んだ。この間、ラーディカーはプネーの舞台で演劇活動を始め、映画活動を行うためムンバイへの移住するが、結果を得られず数か月後にプネーに帰郷した。その後、ラーディカーはロンドンに留学し、1年間トリニティ音楽カレッジで音楽とダンスを学んだ。

## キャリア

### 長編映画

#### 2005年 - 2010年
2005年、ラーディカーは大学在学中に『Vaah! Life Ho Toh Aisi!』に出演した。彼女の演技を舞台『Bombay Black』で見たラーフル・ボースは、映画監督のアニルッダー・ロイ・チョードリーに『Antaheen』のヒロイン役として彼女を推薦し、ラーディカーは同作でジャーナリスト役を演じた。
2009年にスミトラ・バーヴェ&スニール・スクサンカールの『Gho Mala Asla Hava』でマラーティー語映画デビューし、後に彼らが製作したヒンディー語映画『Mor Dekhne Jungle Mein』にも出演している。同年にはジャティン・ウェイグルの『Ek Marathi Manoos』、アーカシュ・クラナの『Life Online』、アモール・パレカルの『Samaantar』にも出演している。2010年にマノージュ・プレムナートの『The Waiting Room』、ラーム・ゴーパール・ヴァルマの『Rakta Charitra』『Rakta Charitra 2』に出演した。

#### 2011年以降

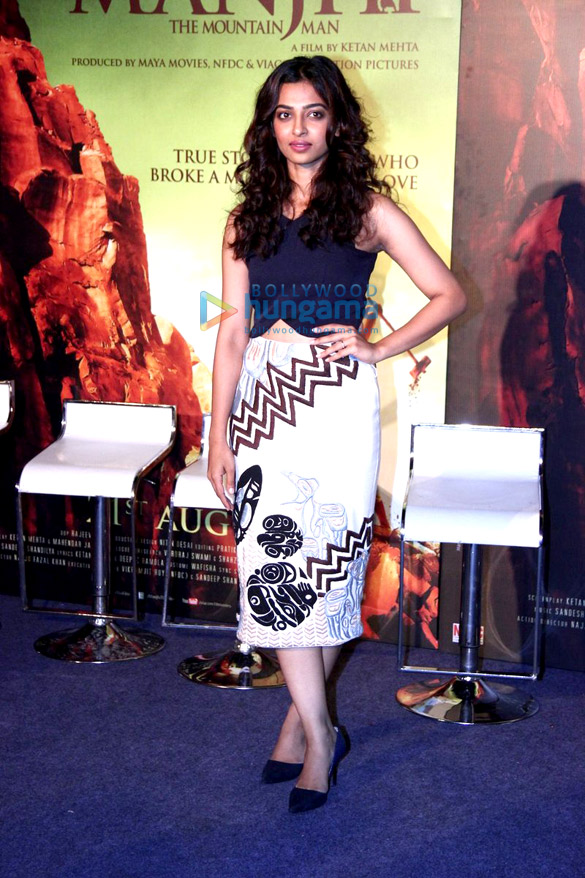
『マンジー山の男』の予告編公開イベントに出席するラーディカー・アープテー

2011にオニールの『I Am』、ラージ・ニディモール&クリシュナDKの『Shor in the City』に出演した。2012年にスミトラ・バーヴェ&スニール・スクサンカールの『Ha Bharat Majha』に出演した。同作は14日間で撮影され、様々な映画祭で上映された。この他に『Tukaram』『Dhoni』に出演し、『Dhoni』の演技を評価され南インド国際映画賞のタミル語映画部門助演女優賞にノミネートされた。
2013年に『Rupkatha Noy』に出演した。ラーディカーは同作で演じた役柄について、「私は3歳の子供がいるシングルマザーのITエンジニアのサナンダを演じました。サナンダは過去に恐ろしい経験をし、今でも悩み続けています」と語っている。2014年に『Postcard』、『Pendulum』、『Legend』、『Vetri Selvan』、『Lai Bhaari』に出演した。『Pendulum』では若い男性と関係を持つ女性、『Vetri Selvan』では弁護士を演じている。『Legend』『Lai Bhaari』は興行的な成功を収め、『Lai Bhaari』は当時のマラーティー語映画の最高興行成績を記録した。
2015年に入り、ラーディカーは8か月間に6本の長編映画に出演し、知名度を上げた。シュリラーム・ラガヴァンの『復讐の町』に起用され、6日間撮影に参加した。彼女は映画の後半にわずかな時間しか登場しなかったものの、演技を絶賛され知名度を上げた。批評家からはアンサンブルキャストとして際立った演技力だったと評価されており、特にラジャ・センはラーディカーの演技を絶賛している。これに続いて『Haram』『Lion』『Hunterrr』に出演した。これらの映画では賛否両論の評価となったものの、ラーディカーの演技は高い評価を得た。ミッド・デイのシューバ・シェッティ＝サハは「絶対的にリアリスティックな役割が素晴らしい」と批評しており、フィルムフェアのラチット・グプタは「ラーディカー・アープテーに賞を与えて下さい……彼女は型破りで驚きに満ちたキャラクターを自分のものにしました」と批評した。『Badlapur』『Hunterrr』が興行的な成功を収め、ラーディカーの演技が批評家から絶賛されたことで、彼女はボリウッドのスター女優の仲間入りを果たした。ハフポスト・インディアは「ラーディカー・アープテーが好むと好まざるとに関わらず、彼女はスターダムの道を歩んでいる」と批評している。8月下旬にはケタン・メータの『マンジー山の男』に出演し、ラーディカーはダシュラート・マンジーの妻ファルガニ・デーヴィ役を演じた。1週間後には『Kaun Kitne Paani Mein』が公開された。
2016年に『帝王カバーリ』でラジニカーントと共演した。同作は興行的な成功を収め、ラーディカーの演技も高い評価を得た。2018年にR・バールキの『パッドマン 5億人の女性を救った男』でアクシャイ・クマール、ソーナム・カプールと共演した。ラーディカーはアクシャイ演じる主人公の妻役を演じ、ニューデリー・テレビジョンは「ラーディカー・アープテーはシーンスティラーです。彼女は主人公と妻のやり取りが陳腐なものにならないようにすることに大きく貢献しています」と批評している。この他に『The Field』、『Parched』、『Bombairiya』、『盲目のメロディ〜インド式殺人狂騒曲〜』『ヴィクラムとヴェーダ』に出演している。

### 演劇
ラーディカーは積極的に舞台演劇に出演しており、主にマラーティー語演劇に参加している。彼女はプネーの劇団アーサクタ・カラマンチと関わりがあり、『Tu』『Purnaviram』『Matra Ratra』『That Time』に出演している。またヒンディー語演劇『Kanyadaan』、英語演劇『Bombay Black』にも出演している。彼女は特に実験的な演劇に出演することを好んでいる。

### 短編映画
『Darmiyan』などの短編映画にも出演しており、この他にアシシュ・アヴィクンタックの『Vakratunda Swaha』にも出演している。2013年にはYouTubeで公開されたアヌラーグ・カシャップの『That Day After Everyday』に出演した。2015年にスジョイ・ゴーシュの『Ahalya』で主役を演じている。

## 人物
ロンドン留学中の2011年にベネディクト・テイラーと出会った。ラーディカーの友人サラン・サタイェは2人が同棲していたこと、2012年に結婚しており、2013年に結婚式が執り行われることを公表した。
ラーディカーはインド映画界におけるセクハラ問題に取り組んでおり、#MeToo運動を「多くの業界関係者が参加すれば変化を生み出すことが可能になる」として支持している。